# Prakāśa
Prakāśa (en sanskrit IAST ; devanāgarī : प्रकाश) signifie brillant, resplendissant, clair, ouvert, ou encore splendeur, gloire, élucidation, pouvoir de révélation. Ce concept est fréquemment utilisé dans le Shivaïsme du Cachemire.

## Prakāśa, Lumière de la conscience pure
Dans le Shivaïsme du Cachemire, Prakāśa, en tant que "lumière incréée" est l'essence de Shiva. Sa fonction est de manifester et d'illuminer. Le Shivaïsme du Cachemire accorde une certaine importance à l'aspect "lumière" de la conscience que désigne Prakāśa et que l'on retrouve dans divers témoignages de mystiques.
On retrouve l'expression et d'autres se référant à la lumière de la conscience dans le Bhaṭṭa Nārāyaṇa :
"brillant de manière aveuglante de toute éternité" "lumière infinie dont l'essence est pure ambroisie" "vous êtes l'essence de lumière blanche à l'origine de toute intention" 
Et dans le Tantrāloka, Abhinavagupta, sūtra 1.212 et sūtra 6.78b-83a :
"grâce à la lumière splendide qui brille dans le cœur immaculé, on peut obtenir l'union avec Shiva" et "la conscience est constituée de lumière et de félicité"